# Фенилсалицилат
Фенилсалицилатът или салол е химично вещество, открито през 1886 г. от Марцели Nencki от Базел. Той може да се синтезира при нагряване на салицилова киселина и фенол. Преди салолът се е използвал в слънцезащитни кремове. Днес влиза в производството на някои полимери, лакове, лепила и восъци. Често се използва в училищната лаборатория за демонстрации на това как охлаждането се отразява на размерите на кристала в магмени скали.

## Реакция салол
В салол реакция, фенил салицилат реагира с o-толуидина в 1,2,4-трихлорбензол при висока температура. Получава се амида о-Salicylotoluide. Salicylamides са вид наркотици.

## Медицински
Използван е като антисептично средство, въз основа на антибактериална активност при хидролизата в тънките черва.